# Amathia verticillata
Amathia verticillata is een mosdiertjessoort uit de familie van de Vesiculariidae. De wetenschappelijke naam van de soort werd, als Hydra verticillata, voor het eerst geldig gepubliceerd in 1822 door Stefano Delle Chiaje.

## Verspreiding
Amathia verticillata is een rechtopstaande, zachtaardige mosdiertjessoort, die voor het eerst beschreven werd vanuit de Middellandse Zee en nu wijdverbreid in tropische, subtropische en warm-gematigde wateren over de hele wereld. Deze invasieve soort wordt als cryptogeen (van onbekende oorsprong) beschouwd in grote delen van zijn wereldwijde verspreidingsgebied, maar het is een gedocumenteerde exoot in Californië, Hawaï, Australië, Nieuw-Zeeland, Zuid-Korea, de Galapagoseilanden, de Azoren en Madeira. A. verticillata is te vinden op hout, rotsen, vegetatie (inclusief zeegras), schelpen en door de mens gemaakte structuren.